# Kevin Sheedy
Kevin Mark Sheedy (n. Builth Wells, Gales, 21 de octubre de 1959) es un exfutbolista y actual entrenador galés nacionalizado irlandés, que jugaba de mediocampista. Es plenamente identificado con el Everton de Inglaterra, equipo donde militó por 10 años. Además, pese a que nació en Gales y nacionalizarse irlandés, el mediocampista realizó toda su carrera futbolística en Inglaterra, donde jugó en 5 clubes de ese país.

## Selección nacional
Con la Selección de fútbol de Irlanda, disputó 46 partidos internacionales y anotó solo 9 goles. Incluso participó con la selección irlandesa, en una sola Copa Mundial, que fue en la edición de Italia 1990. donde anotó solamente un gol y lo marcó en el empate ante la Inglaterra de Gary Lineker en Cagliari. Posteriormente, su selección quedó eliminada en los cuartos de final, tras perder ante la Italia de Salvatore Schillaci en Roma, con gol precisamente del delantero italiano. También participó con su selección en una Eurocopa y fue en la edición de Alemania 1988, donde su selección quedó eliminado en la primera fase, tras quedar tercero en su grupo.

### Participaciones en Copas del Mundo
| Mundial                        | Sede   | Resultado        |
| ------------------------------ | ------ | ---------------- |
| Copa Mundial de Fútbol de 1990 | Italia | Cuartos de final |

### Participaciones en Eurocopa
| Eurocopa      | Sede     | Resultado    |
| ------------- | -------- | ------------ |
| Eurocopa 1988 | Alemania | Primera Fase |

## Clubes
| Club             | País       | Año         |
| ---------------- | ---------- | ----------- |
| Hereford United  | Inglaterra | 1975 - 1978 |
| Liverpool        | Inglaterra | 1978 - 1982 |
| Everton          | Inglaterra | 1982 - 1992 |
| Newcastle United | Inglaterra | 1992 - 1993 |
| Blackpool        | Inglaterra | 1993 - 1994 |